# 1 березня
1 березня — 60-й день року (61-й у високосні роки) в григоріанському календарі. До кінця року залишається 305 днів.

## Свята і пам'ятні дні

### Міжнародні
- ЮНЕЙДС — День боротьби з дискримінацією[1][2]
- Всесвітній день цивільної оборони

### Національні
- Боснія і Герцеговина: День незалежності
- Панама: День конституції
- Південна Корея: День руху за незалежність
- Японія: Національний день боротьби за мир
- Україна: День жалоби на честь Корюківської трагедії

### Релігійні

#### Християнство
- День Святої Євдокії (107).
- День Святого Фелікса III (492).
- День Святого Давида (589).
- День Святого Росендо (977).

Православ'я:
- День Святої Євдокії.
- Мучеників Нестора і Тривімія.
- Мучениці Антоніни.
- Мучеників Маркела і Антонія.
- Преподобної Домніни Сирійської.

#### Рідновірство
- Новий Рік.
- Ластівка.

### Іменини
✙ Православні: Євдокія, Нестор, Антоніна, Антоній.
✝  Католицькі: Альбіна, Антоніна, Фелікс

## Події
- 86 до н. е. — римський полководець Сулла взяв штурмом і пограбував Афіни
- 1360 — король Англії Едуард III за 16 фунтів викупив з французького полону 19-річного Джеффрі Чосера, який став його камердинером, зброєносцем, а згодом — одним з найвидатніших поетів Англії
- 1420 — Папа Римський Мартин V закликав християн до хрестових походів проти чеських гуситів
- 1498 — Васко да Гама приплив до Мозамбіку
- 1504 — сталося місячне затемнення, яке Христофор Колумб використав для залякування ямайських індіанців
- 1562 — у Вассі (Шампань) французькі католики вирізали гугенотів, почавши гугенотські війни
- 1565 — у Бразилії заснована португальська колонія Ріо-де-Жанейро. Через 20 років місто мало 4 000 жителів
- 1692 — початок процесу над салемськими відьмами у Новій Англії.
- 1762 — Петро III підписав Маніфест про дарування вольності і свободи всьому російському дворянству.
- 1767 — вигнання ордену єзуїтів з Іспанії королем Карлом III
- 1780 — Пенсільванія стала першим штатом, що заборонив рабство.
- 1790 — перший перепис населення США. За його результатами в країні проживали 3 929 214 людей включно з неграми-рабами, оскільки 3/5 останніх враховувалися при визначенні числа конгресменом від кожного штату. Індіанці в переписі не враховувалися.
- 1815 — після втечі з Ельби поблизу Канна висадився Наполеон Бонапарт у супроводі близько 1000 своїх прихильників — почався другий етап захоплення ним влади у Франції, котрий отримав назву «Правління 100 днів».
- 1845 — Президент США Джон Тайлер підписав закон про перехід Техасу під юрисдикцію США. Територія Техасу багато років була предметом суперечок США і Мексики. Майже 12 років Техас проіснував як незалежна Республіка Техас, яка була визнана США, Бельгією, Нідерландами, Великою Британією і Францією.
- 1869 — Дмитро Менделєєв склав таблицю системи елементів, в основі якої лежала їх атомна маса і хімічна схожість.
- 1872 — рішенням Конгресу США в районі Єллоустоуна засновано перший у світі національний парк.
- 1881 — в Петербурзі народники вбили царя Олександра ІІ
- 1912 — у Сент-Луїсі Альберт Беррі зробив перший стрибок з парашутом з літака у польоті (висота 460 м).
- 1918 — війська УНР та Німеччини звільнили Київ від більшовиків.
- 1928 — у США доктор Герберт Еванс відкрив шостий вітамін, відповідно і названий вітаміном F.
- 1930 — у СРСР станом на цей день закриті 6 715 церков, частина з них зруйнована, багато «служителів культу» заслані або розстріляні.
- 1940 — згідно із зведенням НКВС в СРСР налічується 53 концентраційних табори, 425 виправно-трудових колоній, 50 колоній для неповнолітніх, в яких містилося 1 668 200 ув'язнених.
- 1941 — вийшло в ефір перше комерційне FM-радіо — радіостанція W47NV у Нешвіллі.
- 1943 — у Нью-Йорку проведена масова демонстрація на підтримку євреїв Європи.
  - Корюківська трагедія: масове вбивство 6700 мешканців села Корюківка, здійснене загонами СС та угорської військової жандармерії в ході Другої світової війни
- 1947 — почав свою діяльність Міжнародний валютний фонд
- 1961 — Президент США Джон Кеннеді оголосив про створення Корпусу Миру
- 1966 — радянська автоматична міжпланетна станція «Венера-3» стала першим космічним апаратом, який досяг поверхні іншої планети

- 1973 — випущений альбом Pink Floyd «The Dark Side of the Moon»
- 1976 — парламент Великої Британії схвалив нові правила дорожнього руху, згідно з якими використання пасків безпеки ставало обов'язковим
- 1977 — у Києві відкритий пам'ятник українському філософу Григорію Сковороді
- 1988 — компанія Apple Computer анонсувала вихід нового пристрою CD-ROM у своїх комп'ютерах Apple II і Macintosh
- 1990 — встановлені дипломатичні відносини між СРСР і Ватиканом на рівні постійних представництв
- 1991 — шахтарі Донбасу почали страйк, вперше висунувши політичні вимоги (відставка Горбачова)
- 1995 — до ЄС вступають Австрія, Швеція та Фінляндія
- 1998 — набула чинності угода про партнерство і співробітництво між Європейським Союзом і Україною
- 2000 — компанії Confinity (Пітер Тіль, Максиміліан Левчин) та X.com (Ілон Маск) ухвалили план злиття в платіжну систему PayPal

## Народились
Дивись також Категорія:Народились 1 березня
- 1545 — Томас Бодлі (Thomas Bodley), англійський дипломат і засновник Бодліанської бібліотеки в Оксфорді (†1612).
- 1760 — Каміль Демулен, діяч французької революції (†1794).
- 1810 — Лев XIII (у миру Віченцо Джоакино Раффаеле Луїджі, Папа Римський (1878–1903; †1903).
  - Фридерик Шопен, польський композитор і піаніст (інша можлива дата — 22 лютого).
- 1812 — Огастес П'юджин, англійський архітектор, представник стилю неоготика. Дизайнер, декоратор, сценограф.
- 1817 — Янош Арань, угорський поет.
- 1842 — Ніколаос Гізіс, грецький художник.
- 1845 — Федір Піроцький, український інженер, винахідник першого у світі трамваю на електричній тязі.
- 1846 — Василь Докучаєв, природознавець, основоположник наукового генетичного ґрунтознавства.
- 1848 — Сент-Годенс Огастес, американський скульптор.
  - Авнер Таненбаум, єврейський журналіст і перекладач.
- 1858 — Павло Тутковський, український геолог, географ, академік.
- 1863 — Федір Сологуб, російський поет-символіст, прозаїк та драматург, теоретик мистецтва і перекладач.
- 1870 — Ежен Мішель Антоніаді, французький астроном
- 1874 — Карл Шлехтер, австрійський шахіст
- 1883 — Фуміо Асакура, японський скульптор.
- 1885 — Ольгерд-Іполит Бочковський, чесько-український соціолог та публіцист, один із провідних європейських фахівців з теорії нації та національних відносин.
- 1886 — Оскар Кокошка, відомий австрійський художник-експресіоніст, скульптор, графік і театральний декоратор, драматург та поет.
- 1892 — Рюносуке Акутаґава, японський письменник.
- 1895 — Докія Дарнопих, українська кубанська бандуристка і педагогиня.
- 1896 — Дімітріс Мітропулос, грецький диригент, піаніст, композитор та педагог.
- 1900 — Курт Вайль (Kurt Weill), німецький композитор і диригент, який працював з Бертольдом Брехтом (†1950).
- 1904 — Ґленн Міллер, американський тромбоніст, аранжувальник, лідер біг-бендів.
- 1918 — Жуан Гуларт, 27-й президент Бразилії, очолював країну у 1961–1965 роках.
- 1922 — Іцхак Рабин, ізраїльський політик, прем'єр-міністр Ізраїлю в 1974–1977, 1994–1995 роках.
- 1925 — Володимир Чорний, український редактор газетних видань, заступник головного редактора Київської кіностудії імені О. Довженка
- 1929 — Олександра Сербенська, українська вчена-журналістка, докторка філологічних наук, професорка кафедри радіомовлення і телебачення факультету журналістики Львівського університету імені Івана Франка
  - Анатолій Свідзинський, український вчений, професор, доктор фізико-математичних наук, завідувач кафедри теоретичної фізики й астрономії, перший ректор Волинського національного університету імені Лесі Українки.
- 1930 — Іван Білик, український письменник (історичний романіст), перекладач з болгарської
- 1931 — Любомир Пиріг, український вчений-медик, академік, доктор медичних наук, член-кореспондент НАН України, завідувач кафедри нефрології Київської медичної академії післядипломної освіти імені Петра Шупика, президент Світової федерації українських лікарських товариств.
- 1937 — Еуженіу Дога, молдавський композитор, автор музики до кінофільмів, народний артист Молдавії та народний артист СРСР.
- 1938 — Борислав Брондуков, український актор («Вавилон ХХ», «Афоня», «Гараж»).
- 1940 — Йожеф Сабо (29 лютого), український футболіст («Динамо» Київ), тренер.
- 1943 — Володимир Середа, український громадський діяч, голова об'єднання товариств депортованих українців «Закерзоння», голова товариства «Надсяння».
- 1944 — Олександр Сокол, український вчений, доктор музикознавства, ректор Одеської музичної академії.
  - Віктор Перепічай, український художник.
- 1946 — Андрій (Горак), митрополит Львівський і Сокальський УПЦ КП.
- 1948 — Василь Лящук, український поет і журналіст.
- 1951 — Олег Головчак, український архітектор.
- 1954 — Рон Говард, американський кінорежисер, продюсер та актор, лауреат двох премій «Оскар»
- 1956 — Микола Тимчак, український поет, художник і скульптор.
  - Даля Грибаускайте, литовський політик, міністр фінансів у 2001–2004 роках, президент Литви у 2009–2019 роках.
- 1968 — Олександр Крикун, український легкоатлет, бронзовий призер Олімпійських ігор 1996 року з метання молота.
- 1972 — Сергій Коновалов, український футболіст, гравець національної збірної з футболу у 1993–2003 роках.
- 1975 — Тарас Березовець, український політтехнолог, журналіст, майор 1-шої окремої бригади спеціального призначення ім. Івана Богуна.
- 1976 — Сергій Дзиндзирук, український боксер у першій середній вазі (до 69,855 кг), Чемпіон Європи, чемпіон світу за версією WBO з 2005 року.
- 1978 — Дженсен Еклз, американський актор, співак, режисер. Найбільш відомий за серіалом «Надприродне».
- 1983 — Марія Дружко, українська поетеса.
- 1988 — Максим Чайка, український студент, активіст молодіжної патріотичної організації «СіЧ», був вбитий членами ультралівої проросійської організації в Одесі.
- 2010 — Тихон Черняєв, український шахіст-вундеркінд.

## Померли
Див. також Категорія:Померли 1 березня
- 1643 — Джироламо Фрескобальді, італійський композитор, органіст та клавесиніст (*1583).
- 1757 — Едвард Мур, англійський поет і драматург.
- 1788 — Соломон Ґесснер (Salomon Gessner), швейцарський поет і художник (*1730).
- 1792 — Леопольд II, імператор Священної Римської імперії.
- 1885 — Ян Казимир Вільчинський, лікар, колекціонер, видавець «Віленського альбому».
- 1912 — Якоб Гендрік Вант-Гофф, лауреат Нобелівської премії з хімії 1901 року.
- 1938 — Габріеле д'Аннунціо, італійський драматург, поет.
- 1972 — Леонід Естрін, радянський, український кінорежисер.
- 1979 — Мустафа Барзані, курдський військовий і політичний діяч, лідер національно-визвольного руху в Іракському Курдистані.
- 1991 — Едвін Ленд, американський вчений і винахідник, відомий як засновник корпорації Polaroid.
- 1995 — Владислав Лістьєв, російський журналіст, телеведучий (програми «Взгляд», «Поле Чудес», «Тема»), перший генеральний директор ГРТ.
- 2012 — Лучіо Далла, італійський актор, композитор, режисер.
- 2014 — Ален Рене, французький кінорежисер, сценарист, продюсер і актор.